# Alter do Chão
Alter do Chão és un municipi portuguès al districte de Portalegre (regió d'Alentejo, subregió de l'Alto Alentejo). L'any 2006 tenia 3.553 habitants. Limita al nord-est amb Portalegre, al sud-est amb Monforte, al sud amb Fronteira, al sud-oest amb Avis i a l'oest amb Ponte de Sor.

## Població
| Població del concelho d'Alter do Chão (1801 – 2004) | Població del concelho d'Alter do Chão (1801 – 2004) | Població del concelho d'Alter do Chão (1801 – 2004) | Població del concelho d'Alter do Chão (1801 – 2004) | Població del concelho d'Alter do Chão (1801 – 2004) | Població del concelho d'Alter do Chão (1801 – 2004) | Població del concelho d'Alter do Chão (1801 – 2004) | Població del concelho d'Alter do Chão (1801 – 2004) | Població del concelho d'Alter do Chão (1801 – 2004) |
| --------------------------------------------------- | --------------------------------------------------- | --------------------------------------------------- | --------------------------------------------------- | --------------------------------------------------- | --------------------------------------------------- | --------------------------------------------------- | --------------------------------------------------- | --------------------------------------------------- |
| 1801                                                | 1849                                                | 1900                                                | 1930                                                | 1960                                                | 1981                                                | 1991                                                | 2001                                                | 2004                                                |
| 1325                                                | 4178                                                | 7797                                                | 10471                                               | 8383                                                | 4963                                                | 4441                                                | 3938                                                | 3666                                                |

## Freguesies
- Alter do Chão
- Chancelaria
- Cunheira
- Seda